# Piaskowiec Radków
Piaskowiec Radków – piaskowiec wydobywany w Radkowie, w gminie Radków, w powiecie kłodzkim, w województwie dolnośląskim, w Polsce. Pod względem geologicznym leży w niecce śródsudeckiej, w Górach Stołowych. Jego wiek to kreda.

## Skład mineralogiczny
Głównym minerałem budującym piaskowiec Radków jest kwarc. Spoiwo ilasto-krzemionkowe i krzemionkowe.

## Cechy fizyczne
Piaskowiec Radków posiada strukturę różnoziarnistą (występują struktury drobno-, średnio- jak i gruboziarniste). Barwy różne od białoszarej, przez szarożółtą do ciemnożółtej. W odmianach handlowych najczęściej jasnożółta do szarobeżowej.
- Gęstość 2,59 g/cm³
- Gęstość objętościowa 2,20 g/cm³
- Porowatość 15,1%
- Nasiąkliwość 4,0%
- Wytrzymałość na ściskanie 53,6 MPa
- Ścieralność na tarczy Boehmego 0,43 cm
- Mrozoodporność całkowita

## Historia
Początek eksploatacji sięga XVI w. Znacznie ją rozwinięto w II połowie XIX w. Piaskowiec Radków był eksportowany do kilku krajów europejskich i południowoamerykańskich. W czasach komunizmu właścicielem kamieniołomu był Kombinat Kamienia Budowlanego Kambud. W 1991 utworzono spółkę Kopalnie Piaskowca Radków Sp.z.o.o., która wydobywa tę skałę do dzisiaj.

## Zastosowanie
Piaskowiec Radków stosuje się w budownictwie oraz w drogownictwie.

### Przykłady zastosowania
Wybrane obiekty, w których wykorzystany był piaskowiec Radków:
- Częstochowa - Jasna Góra
- Kraków:
  - Wawel
  - Teatr im. Juliusza Słowackiego
- Poznań:
  - Collegium Maius
  - Aula Uniwersytecka UAM
- Warszawa - Zamek Królewski
- Wrocław:
  - ratusz
  - kościół św. Karola Boromeusza
  - Dyrekcja Kolei
- Berlin:
  - urząd patentowy
  - dom towarowy Wertheim
  - Uniwersytet Techniczny
- Hamburg – ratusz
- Kolonia – dworzec Köln Hauptbahnhof